# Gill Swerts
Gill Swerts, né le 23 septembre 1982 à Brasschaat en Belgique, est un footballeur international et entraîneur belge qui joue au poste de défenseur. Il est actuellement le sélectionneur des espoirs belges.

## Biographie
Swerts est formé au Feyenoord Rotterdam, qui le prête en 2001 à un club satellite: Excelsior Rotterdam. Swerts reste deux saisons à l'Excelsior, où il joue au total 63 matchs (7 buts). En 2003-2004, il défend pour la première fois les couleurs de Feyenoord Rotterdam, il joue en tout 17 matchs. Ne pouvant pas avoir de garantie de temps de jeu, il décide en 2004 de rejoindre ADO La Haye où il joue 33 rencontres et marque 1 but.
De 2005 à 2008, Swerts joue à Vitesse Arnhem, où il a un contrat jusqu'à l'été 2008. Il termine troisième de l'élection de meilleur joueur de la saison 2005-2006. En juillet 2008, il est transféré à AZ.
Depuis mai 2006, Gill Swerts est aussi papa d'une petite fille.
Il est sélectionné pour la première fois avec les diables rouges le 1er mars 2006  contre le Luxembourg. Il marque son premier but contre la Bosnie-Herzégovine le 1er avril 2009.
Il s'engage avec le NAC Breda le 5 juillet 2013 en signant un contrat d'une durée de deux ans.
Le 25 juin 2015, il rejoint Notts County.  Sous la direction de l'entraîneur écossais Jamie Fullarton, il s'impose comme titulaire. Mais Swerts perdra sa place sous là direction de l'entraîneur britannique Mark Cooper, le successeur de Fullarton.  Il décide de rompre son contrat le 1er février 2016.

## Palmarès
AZ Alkmaar
- Eredivisie
  - Champion (1) : 2009
- Trophée Johan Cruyff
  - Vainqueur (1) : 2009